# Orectolobus leptolineatus
Orectolobus leptolineatus — акула з роду Килимова акула родини Килимові акули. Інші назви «тонкосмуга килимова акула», «індонезійський воббегонг».

## Опис
Загальна довжина досягає 1,2 м. Голова велика. Морда округла. Очі маленькі. За ними розташовані розвинені бризкальця. Має шкіряні вирости по контуру голови на кшталт «бороди». Ніздрі з'єднані з кутами рота глибокою канавкою. У переднього краю кожної ніздрі мається м'ясистий вусик, який є органом дотику. Рот широкий. На верхній щелепі розташовано 23 робочих зубів. Зуби дрібні, з багатьма верхівками. У неї 5 пар зябрових щілин. Тулуб масивний. Осьовий скелет складається з 148–163 хребців. Грудні плавці широкі. Має 2 великих спинних плавця. Передній спинний плавець розташовано позаду черевних плавців. Відстань між спинними плавцями дорівнює половині довжини основи анального плавця. Хвостовий плавець вузький і довгий, гетероцеркальний.
Забарвлення світло-коричневе. По спині проходять тонкі смуги світлого та темного кольорів, що чергуються одна з одною. На голові, біля очей присутні сідлоподібні коричневі плями. Черево має білуватий колір.

## Спосіб життя
Тримається на мілині, хоча може опускатися на незначні глибини. Зустрічається на нижніх частинах континентального шельфу. Вдень ховається у природних укриттях. Активна вночі. Полює із засідки. Живиться дрібними ракоподібними та головоногими молюсками, а також невеличкою костистою рибою.
Статева зрілість самців настає при розмірі 90 см, самиць — 94 см. Це яйцеживородна акула. Народжені акуленята становлять 13-14 см завдовжки.

## Розповсюдження
Мешкає біля островів Калімантан, Балі та Ломбок (Індонезія).